# St. Gertrud (Hamburg-Uhlenhorst)

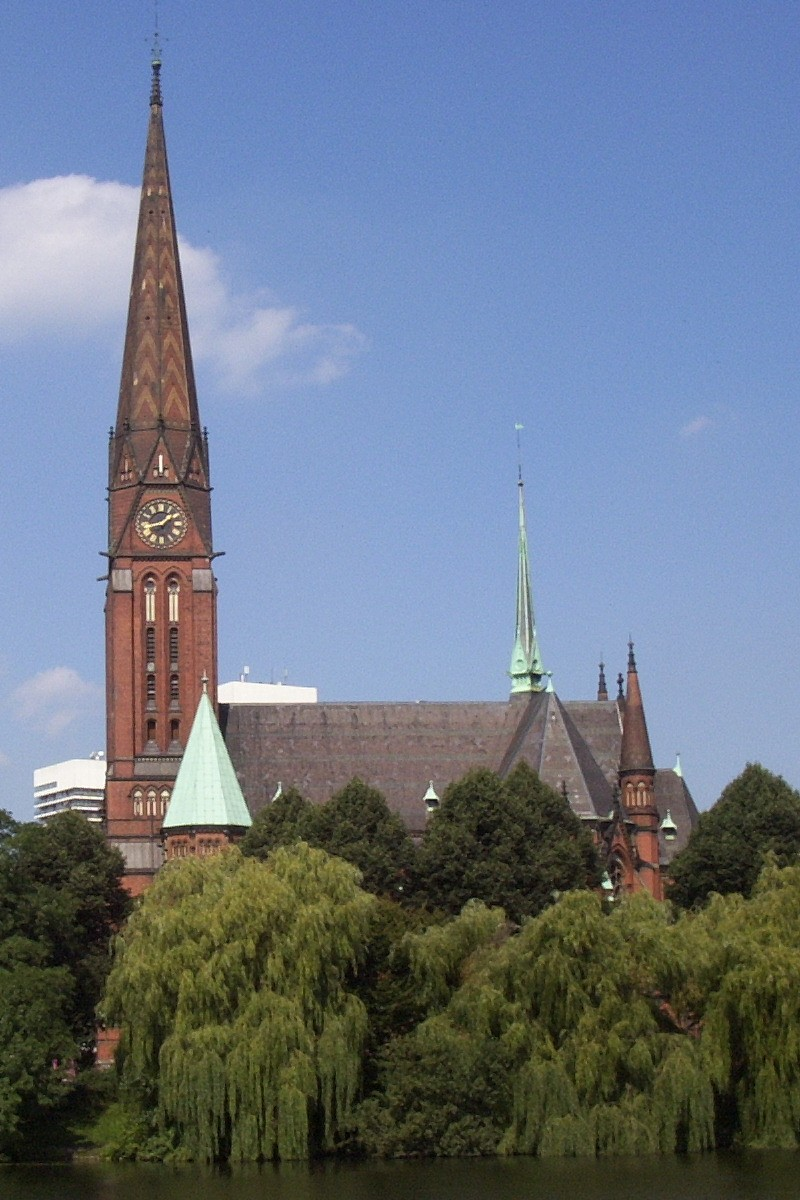
St. Gertrud, Blick über den Kuhmühlenteich zur Kirche

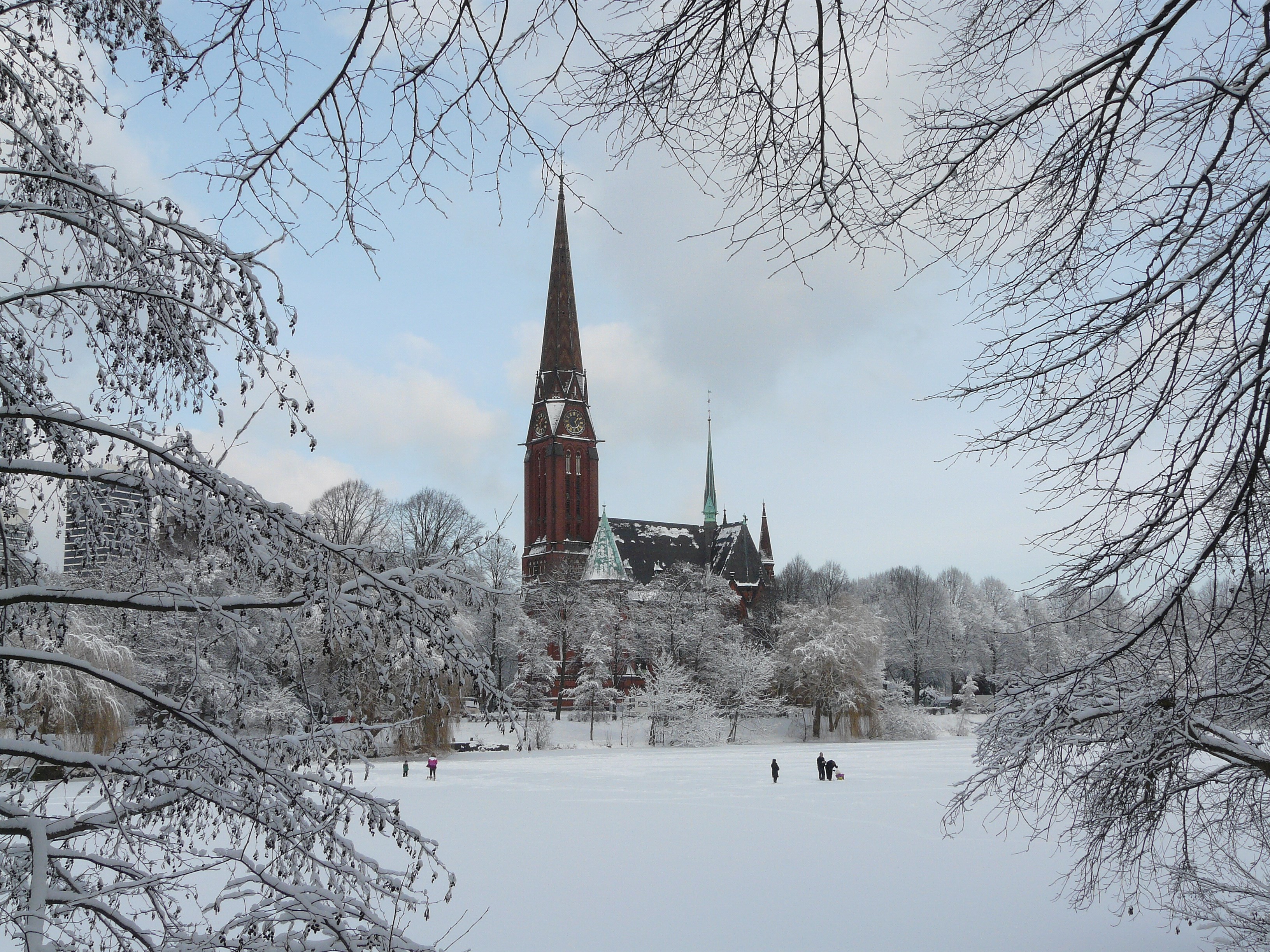
Kirche im Winter

Die evangelisch-lutherische St. Gertrud-Kirche im Hamburger Stadtteil Uhlenhorst ist ein neugotischer Bau von Johannes Otzen. Die heutige Kirche am Kuhmühlenteich, an der Straße Immenhof gelegen, entstand als Nachfolgerin der während des Großen Brandes von 1842 zerstörten mittelalterlichen Gertrudenkapelle. Der Name der Kirche geht auf die Jungfrau und Heilige Gertrud von Nivelles zurück.

## Geschichte

### Gertrudenkapelle

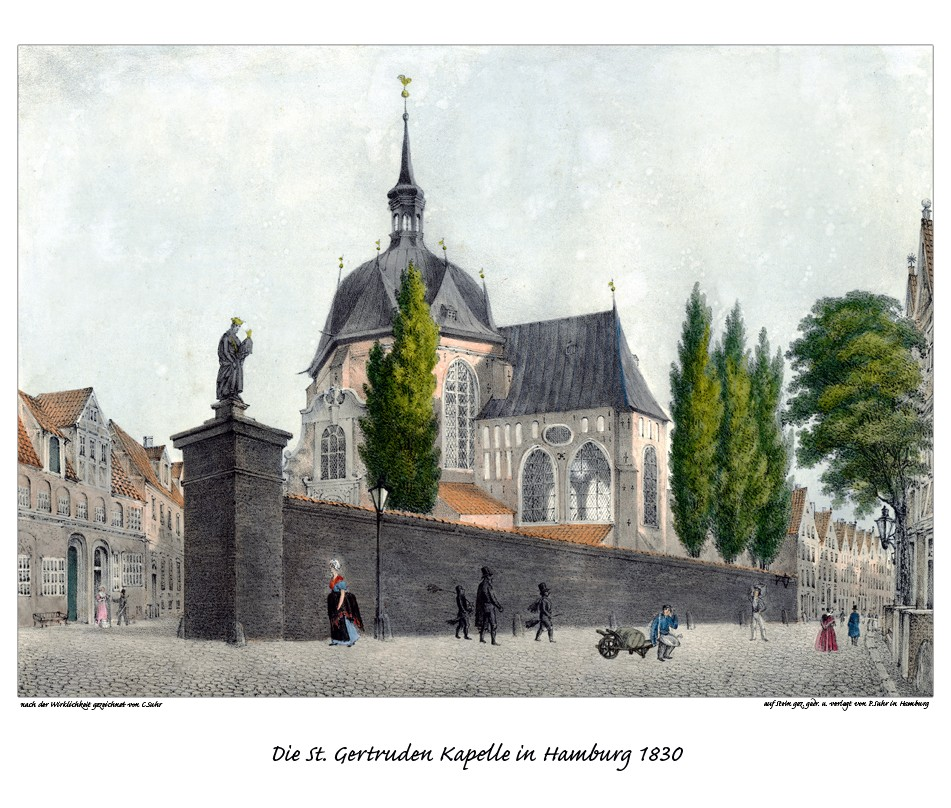
Die alte Gertrudenkapelle 1830 auf einer Lithografie der Gebrüder Suhr

Die 1399 erbaute und 1580 erweiterte Kapelle stand an der Kreuzung der Gertrudenstraße und der Lilienstraße in der Hamburger Altstadt, wo der nach ihr benannte Gertrudenkirchhof bis heute an sie erinnert. Die zum St.-Jacobi-Kirchspiel gehörige Kapelle war ein kleiner Zentralbau mit einem geschwungenen Dach und einem anschließenden schmalen Kirchenschiff.
Während der französischen Besetzung Hamburgs wurde sie als Heumagazin genutzt. Am 7. Mai 1842 wurde sie beim Großen Brand zerstört und im Gegensatz zu den ebenfalls abgebrannten Hauptkirchen St. Petri und St. Nikolai nicht wieder aufgebaut. Die Verwalter des „Capellen-Vermögens“ übergaben 1883 der neuen Kirchengemeinde St. Gertrud zwei Altarleuchter, eine silberne Kanne, einen silbernen Kelch, einen kleinen Kelch mit Zubehör und die alte Altar-Bibel der St.-Gertrud-Kapelle von 1717. Auf die alte Gertrudenkapelle geht auch das bis heute bestehende St.-Gertrud-Stift an der Bürgerweide im Stadtteil Borgfelde zurück.

### St. Gertrud am Kuhmühlenteich

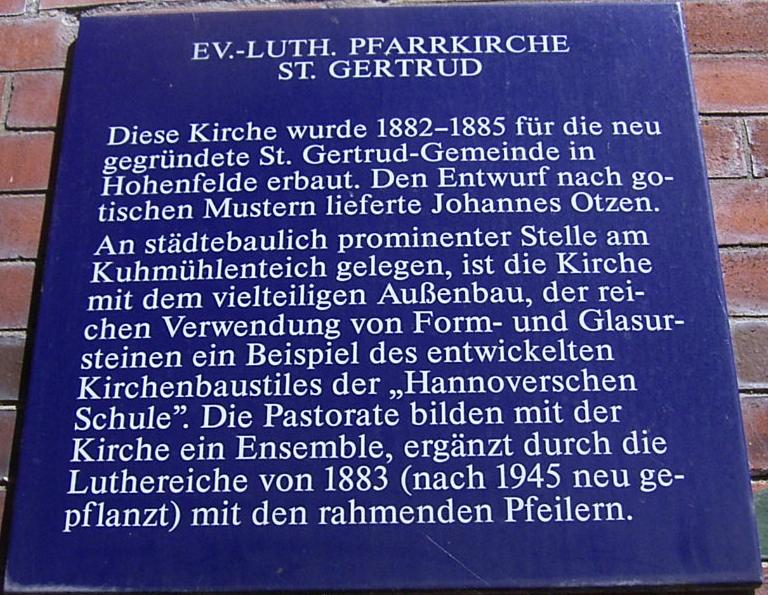
Blaue Tafel des Tafelprogramms Hamburg: Ev.-luth. Pfarrkirche St. Gertrud

Im Zuge der Stadterweiterung Hamburgs nach dem Großen Brand entstanden auf der trockengelegten Uhlenhorst neue Wohngebiete. Hohenfelde und Uhlenhorst wurden 1871 Vororte von Hamburg. Im Jahr 1878 wurde ein neues Kirchspiel beantragt, im Jahr 1882 wurde der Grundstein für einen neuen Kirchenbau gelegt. Als Namen für die neue Gemeinde, die anfangs neben Uhlenhorst und Hohenfelde auch ganz Barmbek umfasste, wählte man die heilige Gertrud in Erinnerung an die alte Kapelle. Die Stadt tauschte mit der Kirchengemeinde das Grundstück in der Nähe des heutigen Mönckebergbrunnens gegen das neue am Kuhmühlenteich. Von den Häusern Rosenstraße, Lilienstraße usw. gingen 750.000 Mark zur Hälfte an die Kirchengemeinde und dienten der Finanzierung des Rohbaus der Kirche. Die andere Hälfte ging an das Gertrudenstift in der Bürgerweide.
Für die Arbeiten an dem Gotteshaus wurde der aus Holstein stammende Architekt Johannes Otzen verpflichtet. Er hatte sich damals bereits einen Namen mit dem Bau verschiedener Kirchen gemacht und war einer der meist beschäftigten Architekten seiner Zeit. Die Bauausführung von St. Gertrud dauerte von 1882 bis 1885, die Kirchweihe fand 1886 statt. Otzen entwarf eine neogotische Hallenkirche mit Sitzplätzen für 1150 Besucher, die er in dem von ihm bevorzugt genutzten Backstein-Mauerwerk errichten ließ. An der zierlichen Kirche mit dem 88 Meter hohen, schindelgedeckten Kirchturm sollen 460 Sorten verschiedener roter, gelber und grüner Form- und Glasursteine verarbeitet worden sein, was die Logistik auf dem Bauplatz teilweise vor organisatorische Schwierigkeiten stellte.
Auffällig ist neben dem reichen Bauschmuck die Nutzung von Kupferblech zur Betonung von Baudetails, wie den niedrigen Seitentürmen, den Fenstersimsen und dem Dachreiter, dessen grüne Patina im Kontrast zum roten Mauerwerk steht. Auch die Innenausstattung des 19 Meter hohen Kirchenschiffs entwarf Otzen; auf seine Entwürfe gehen der Altar, die Kanzel, der Taufstein und auch das Kirchengestühl zurück, so dass die Kirche ein harmonisches und geschlossenes Bild bietet.

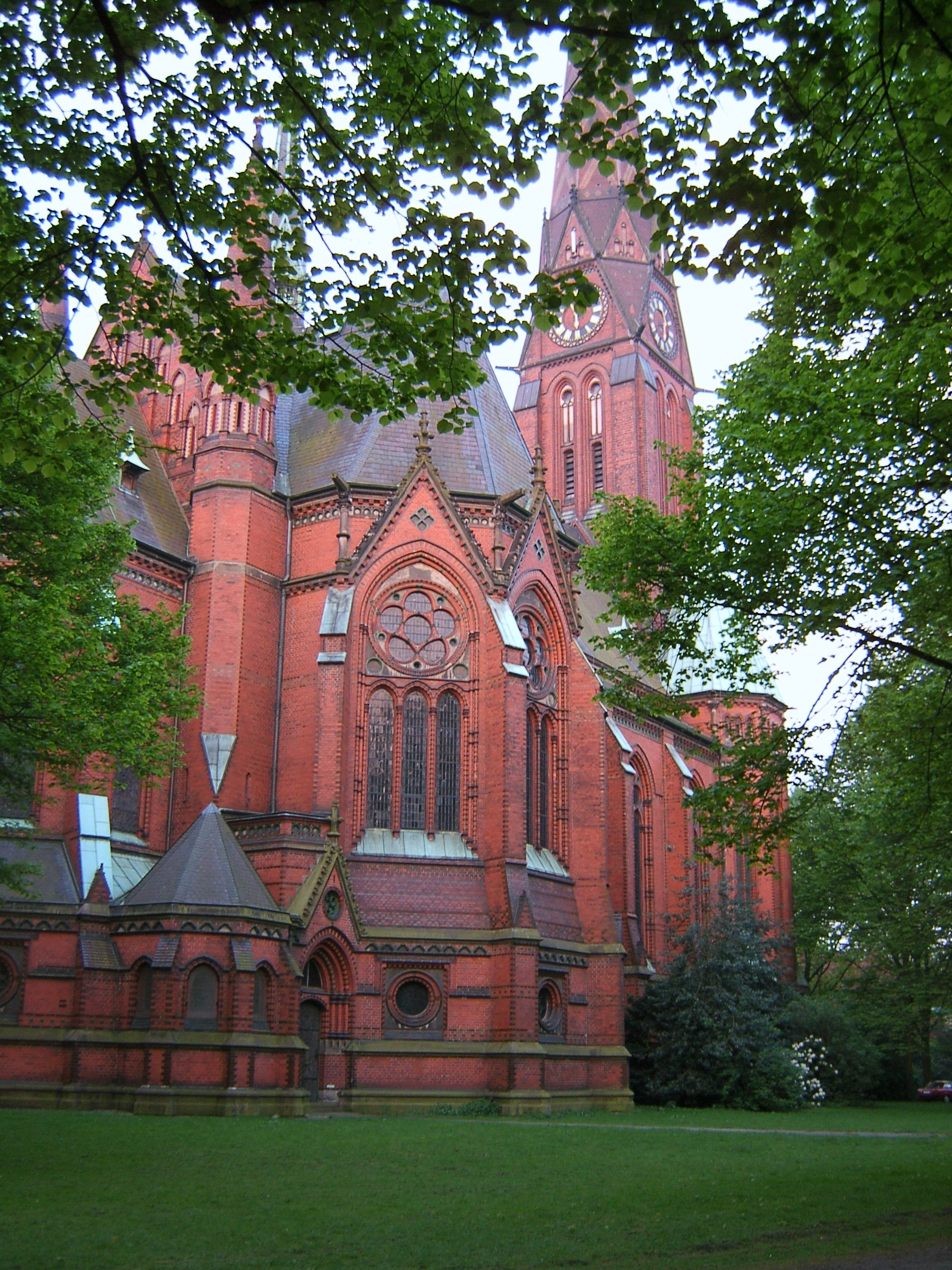
Blick auf den Chor der St.-Gertrud-Kirche

### Schäden im Zweiten Weltkrieg
Im Zweiten Weltkrieg erlitt das Kirchengebäude durch die Bombardierung kaum Schäden. Allerdings wurden die Fenster des Chorraums zerstört. Durch Feuchtigkeit, Kälte und Wind entstanden Folgeschäden. Auch die Reubke-Röver-Orgel musste ersetzt werden. Die Gebäude um die Kirche herum waren durch Sprengkraft und Feuer der Bomben schwer beschädigt. Das Pastorat Immenhof 10/12 wurde stark beschädigt.
Ein Teil der heutigen Fenster war ursprünglich für die Hauptkirche St. Nikolai in Hamburg geschaffen worden. Dort wurden sie wegen des drohenden Kriegs ausgebaut und eingelagert. Angesichts der schweren Kriegsschäden an der Nikolaikirche wurden die Fenster nach dem Krieg stattdessen in St. Gertrud in die Fassungen der Chorfenster eingesetzt.

## Renovierungen

### Beseitigung der Kriegsschäden
Die Kirche wurde im Juni 1945 wieder in Betrieb genommen. Die zerstörten Fenster wurden im Sommer und Herbst 1947 mit weißem Kathedralglas versehen. Der schwer beschädigte Putz wurde 1957 und die Orgel 1967 ersetzt.

### Renovierung des Kirchturms
Der Kirchturm wurde 1964 und 1983 renoviert. In den Jahren 2011 und 2012 wurden die Türme erneut renoviert, denn der Mörtel in den Fugen der bis in die Spitze gemauerten Kirchtürme hatte nach 126 Jahren Risse bekommen. Der Turm der Kirche wird regelmäßig von Turmfalken als Nistplatz aufgesucht. Die Falkenbrut wird im August flügge. Die Sanierung des Turms wurde aus diesem Grund verzögert, war aber am Ende des Jahres abgeschlossen.

### Renovierung des Kirchen-Innenraums
Im Jahr 2015 wurden vor allem die Gewölbe der St.-Gertrud-Kirche renoviert; die Pfusch-Schäden aus früheren Renovierungen auf dem Backstein-Mauerwerk wurden beseitigt. Dabei kam an einem Gewölbezwickel der alte, bemalte Untergrund zutage, der nun als „historisches Fenster“ unverputzt renoviert wurde und sichtbar bleibt. Auch die Raumbeleuchtung wurde mit LED-Leuchten erneuert und erweitert. Durch eine neue Heizungsanlage kann eine durchschnittliche Temperatur von 16° Celsius gehalten werden. Sitzpolster und neue Stühle für die Empore sind weitere Verbesserungen. Am 30. August 2015 wurde die Kirche mit einem Festgottesdienst, in dem die alte „Gertrudenmusik“ dargeboten wurde, wiedereröffnet. Eine Ausstellung historischer Dokumente in den Seitengängen der Kirche informiert über die Baugeschichte der Kirche.

## Die Kirche

### Altarraum
Die wesentlichen Elemente im Altarraum sind Taufbecken, Altar und Kanzel.
Der Altartisch wird von einem Spitzgiebel überragt. In kleineren Nischen befinden sich Statuetten von Abraham, Petrus, Paulus, Jakobus, Johannes dem Jünger, Johannes dem Täufer. In der Mitte sind Jesus am Kreuz und darüber der auferstandene Jesus angeordnet.
Über der Kanzel aus Sandstein und Porphyr schwebt ein Schalldeckel. Auf ihm sind vier geschnitzte Engel angebracht, welche die Tugenden Weisheit, Mäßigung, Tapferkeit und Gerechtigkeit versinnbildlichen. Als Sinnbilder sind an der Kanzel die hörende und die dienende Maria zu sehen.

### Kirchenfenster
Die im Zweiten Weltkrieg zerstörten Kirchenfenster wurden in der unmittelbaren Nachkriegszeit durch abstrakte, mosaikartige Fenster von Werner Bunz ersetzt. Die Chorfenster stammen aus der ehemaligen Hauptkirche St. Nikolai, die im Zweiten Weltkrieg zerstört wurde. Sie waren zuvor in den Kellergewölben der St.-Michaelis-Kirche vor Zerstörung geschützt worden. Hanno Edelmann konzipierte für die größeren Fensteraussparungen der St.-Gertrud-Kirche Einfassungen, in welche die Fenster von der Nikolaikirche eingepasst werden konnten. Das linke Fenster hat als Motiv Noah mit der Arche, das halblinke Fenster zeigt den Stammvater Isai, im mittleren Fenster wird der Prophet Jesaja dargestellt, das halbrechte Fenster erinnert an König David mit der Harfe und das rechte Fenster zeigt Moses mit den Gebotstafeln.

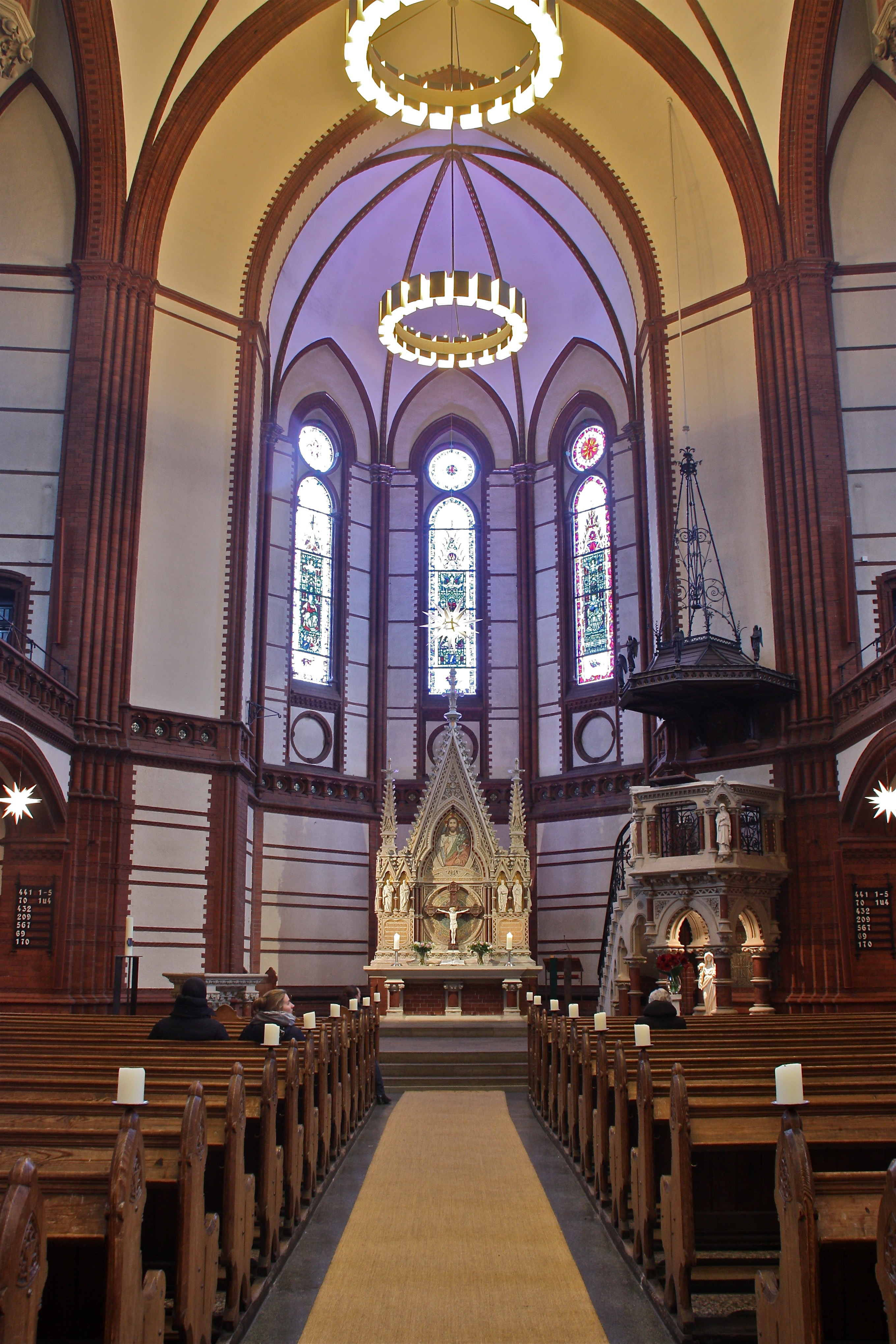
Chor
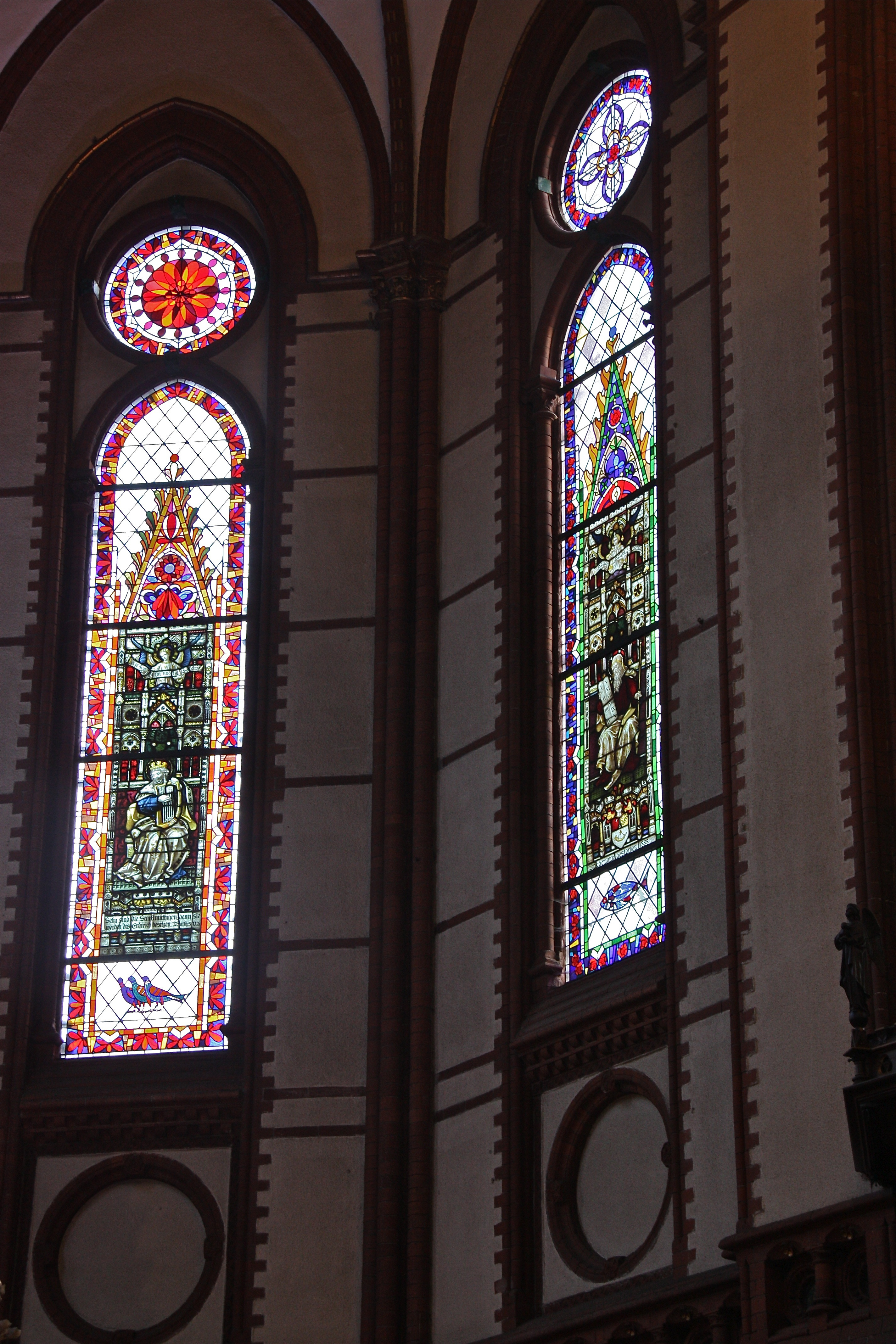
Chorfenster der Südseite, David- und Moses-Fenster
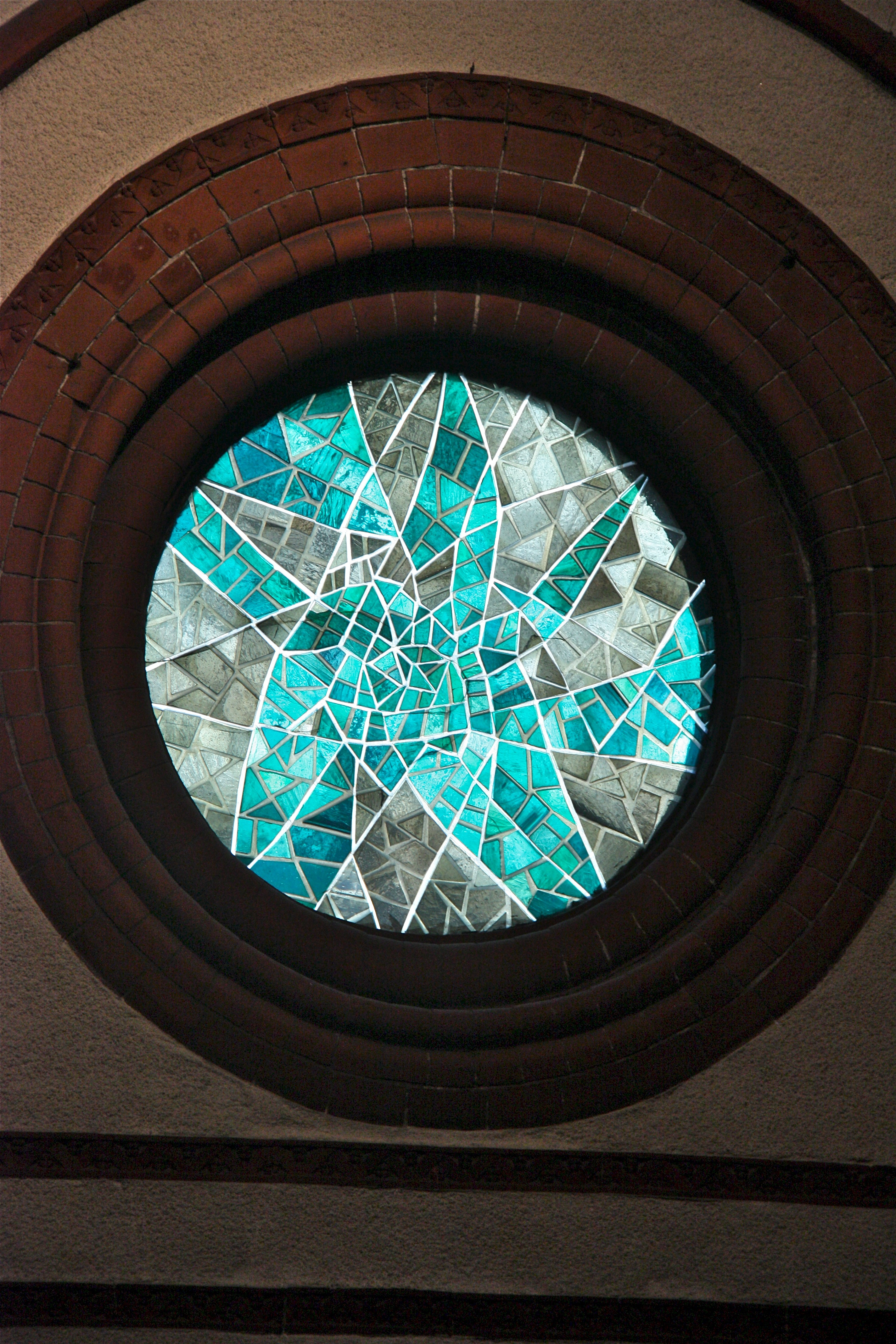
Eines der Fenster von Werner Bunz
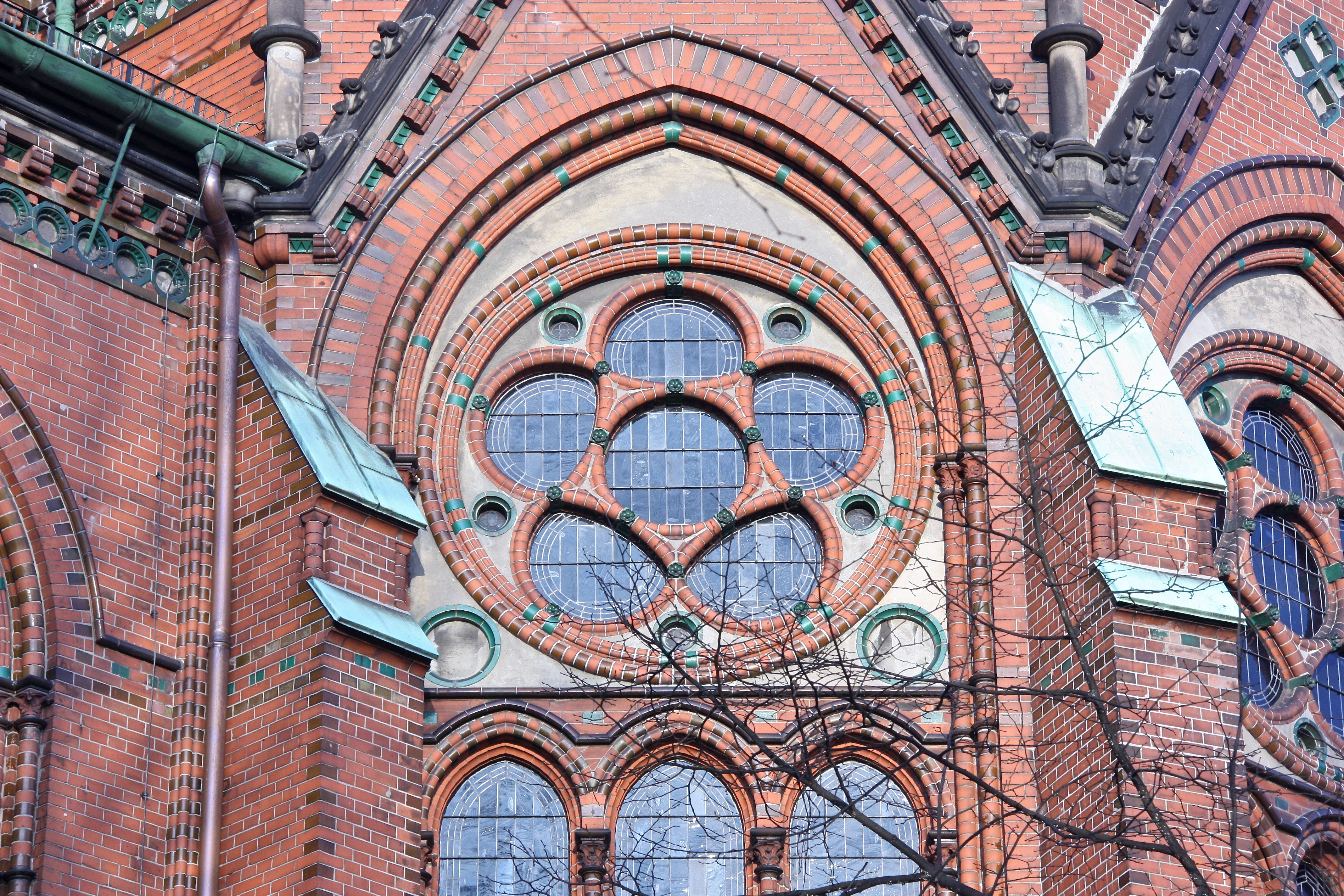
Detail der Fenster des Querschiffs von außen

### Orgel

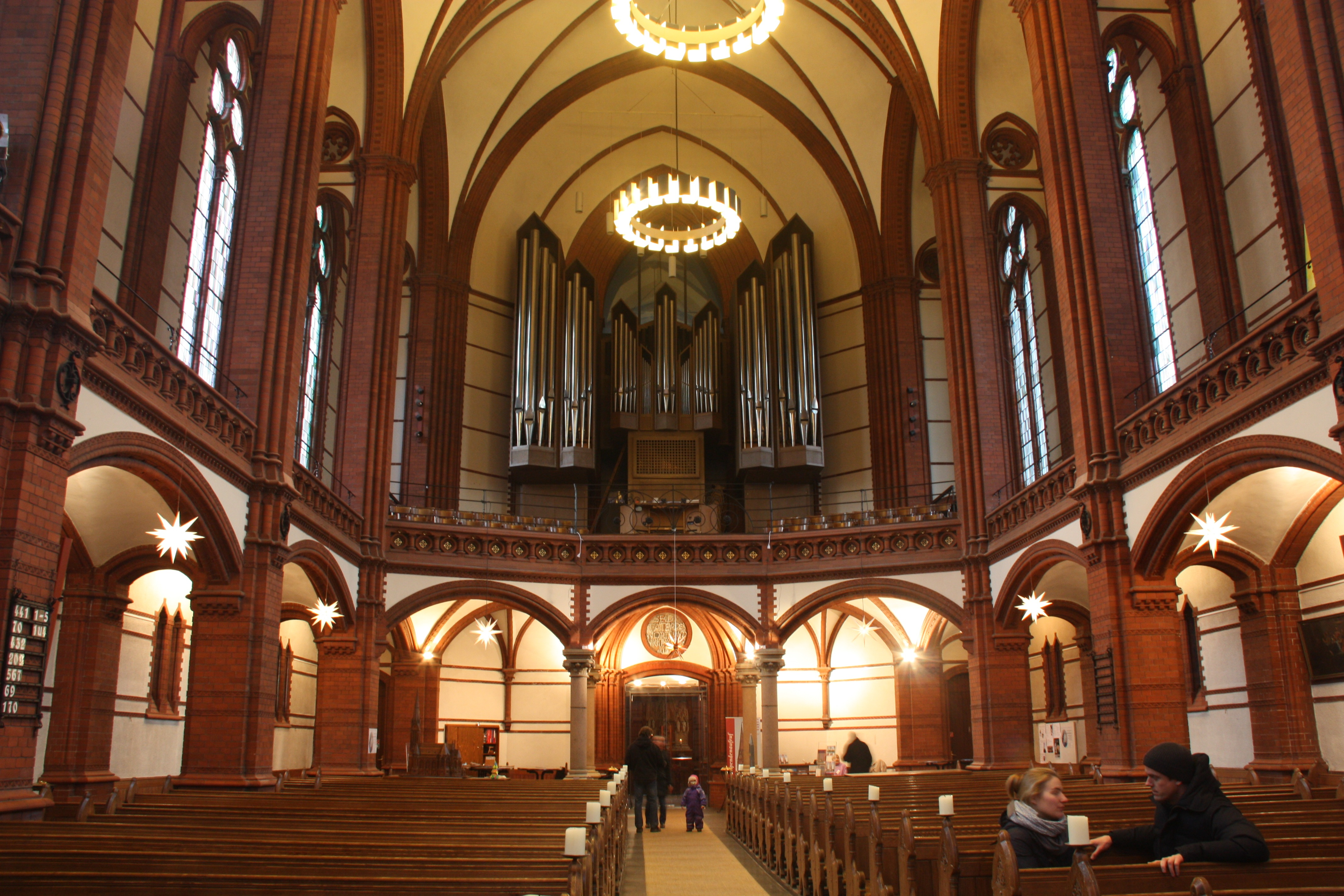
Kirchenschiff, Blick auf die Orgelempore

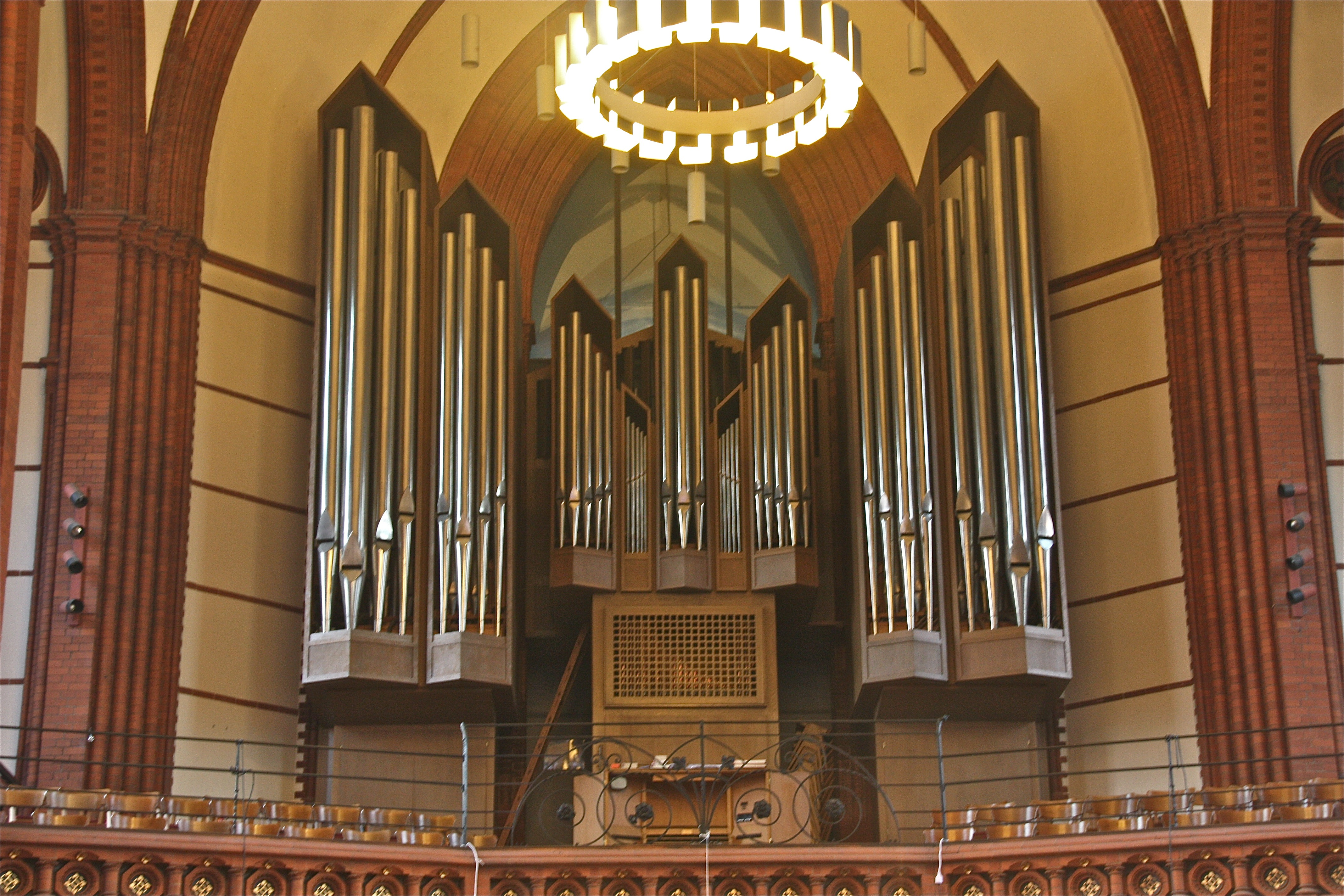
Nahaufnahme

1885 erhielt St. Gertrud eine Orgel des Orgelbaumeisters Ernst Röver (Hausneindorf, Harz). Das Instrument hatte pneumatische Trakturen. Es wurde im Laufe der Zeit mehrfach repariert bzw. umgebaut, zuletzt 1933 durch den Orgelbaumeister Wilhelm Sauer (Frankfurt Oder).
Die heutige Orgel wurde 1967 von der Orgelbauwerkstatt Alfred Führer (Wilhelmshaven) erbaut. Sie hat 37 Register auf drei Manualen und Pedal. Die Spieltrakturen sind mechanisch, die Registertrakturen elektrisch. Das Instrument wurde im Jahr 2004 mit einer modernen Setzeranlage ausgestattet und zuletzt 2020 durch die Orgelbauwerkstatt Fleiter (Münster) durch den Orgelbaumeister Stefan Lincke überholt und neu intoniert. Außerdem wurden im Schwellwerk eine Voix célèste 8´ und im Pedal ein Offenbass 32´ eingebaut.
| I Hauptwerk C–g3 |                   |        |
| 1.               | Quintade          | 16′    |
| 2.               | Principal         | 08′    |
| 3.               | Rohrflöte         | 08′    |
| 4.               | Octave            | 04′    |
| 5.               | Spitzflöte        | 04′    |
| 6.               | Octave            | 02′    |
| 7.               | Sesquialtera II 0 | 02 ⁄3′ |
| 8.               | Mixtur IV-VI      |        |
| 9.               | Trompete          | 08′    |

| II Schwellwerk C–g3 |              |     |
| 10.                 | Spitzflöte   | 08′ |
| 11.                 | Gambe        | 08′ |
| 12.                 | Voix célèste | 08´ |
| 13.                 | Principal    | 04′ |
| 14.                 | Rohrflöte    | 04′ |
| 15.                 | Schwiegel    | 02′ |
| 16.                 | Sifflöte     | 01′ |
| 17.                 | Mixtur IV    |     |
| 18.                 | Dulcian      | 16′ |
| 19.                 | Trompete     | 08′ |
| 20.                 | Schalmey     | 04′ |
|                     | Tremulant    |     |

| III Brustwerk C–g3 |             |        |
| 21.                | Gedackt     | 8′     |
| 22.                | Blockflöte  | 4′     |
| 23.                | Rohrnasat   | 2 ⁄3′  |
| 24.                | Principal   | 2′     |
| 25.                | Terz        | 1 3⁄5′ |
| 26.                | Quinte      | 1 ⁄3′  |
| 27.                | Scharff III |        |
| 28.                | Krummhorn 0 | 8′     |
|                    | Tremulant   |        |

| Pedal C–f1 |               |     |
| 29.        | Offenbass     | 32´ |
| 30.        | Principal     | 16′ |
| 31.        | Subbass       | 16′ |
| 32.        | Octave        | 08′ |
| 33.        | Gedacktbass 0 | 08′ |
| 34.        | Octave        | 04′ |
| 35.        | Nachthorn     | 02′ |
| 36.        | Mixtur V      |     |
| 37.        | Posaune       | 16′ |
| 38.        | Trompete      | 08′ |
| 39.        | Trompete      | 04′ |

- Koppeln: II/I, III/I, I/P, II/P, III/P
- Spielhilfen:  4000-fache Setzeranlage

### Turm, Uhr und Glocken
Der durchgehend gemauerte Turm erreicht eine Gesamthöhe von 88 Metern. Er trägt auf seiner Spitze ein fünf Meter hohes Kreuz mit Lilie. Die Zifferblätter der Turmuhr haben einen Durchmesser von 3,20 Meter, die Länge der Zeiger beträgt 1,6 bzw. 1,4 Meter. Oberhalb der Turmuhr wurden Antennen eingefügt.
Im Turm von St. Gertrud hingen seit 1885 drei Bronze-Glocken. Sie wurden durch eine runde Glockenluke im Turmeingang und drei weitere Glockenluken auf ca. 40 Meter Höhe zum Glockenstuhl emporgezogen. Die Glocken wurden von der Gemeinde der Dreieinigkeits-Kirche gestiftet und am 3. Februar 1885 noch vor Einweihung der Kirche erstmals geläutet. Sie trugen die Namen „Jesus“ (Schlagton b0), „Paulus“ (Schlagton d1) und „Luther“ (Schlagton f1).
Am 27. April 1917 wurden die zwei größeren Glocken für Kriegszwecke im Ersten Weltkrieg eingezogen. Als Ersatz wurden am 9. Juli 1922 drei neue Gussstahlglocken aus der Gießerei Schilling & Lattermann (Apolda) eingeweiht. Sie erhielten dieselben Namen wie die bisherigen Glocken und haben die Schlagtöne d1, fis1 und a1. Sie wurden mit den Füßen geläutet. Im Zweiten Weltkrieg wurden sie wegen des für Kriegszwecke ungeeigneten Materials nicht beschlagnahmt. Die kleinste noch verbliebene Bronzeglocke ging an St. Petri. Seit 1935 werden die Glocken elektrisch geläutet.
Im Jahr 2022 kamen vier Bronzeglocken mit neuer Aufhängung und neuer Elektronik in den Turm. Die drei kleineren Glocken von 1959 mit den Schlagtönen a1–h1–d2 stammen aus der ehemaligen Nikodemuskirche in Hamburg-Ohlsdorf, die im August 2021 profaniert wurde. Anfangs war geplant, vier Glocken neu zu gießen, doch dies wäre für die Gemeinde zu teuer geworden. Das Projekt stand kurz vor dem Aus, bis klar wurde, dass die Nikodemuskirche entwidmet wird und somit keine Glocken mehr benötigt. Dann wurde entschieden, dass die Glocken an die St.-Gertrud-Kirche gehen. Eigentlich sollten alle vier Glocken der Nikodemuskirche an St. Gertrud gehen, jedoch hatten Berechnungen ergeben, dass die große Glocke zu nah an die Eigenfrequenz des Turms gekommen wäre. Die Disposition wäre dann g1–a1–h1–d2 gewesen. Berechnungen ergaben, dass jedoch eine Glocke mit dem Schlagton d' den Kirchturm nicht schaden dürfte, da die Anschläge pro Minute den Vorgaben entsprechen. Und somit war klar, dass nur eine große Glocke neu gegossen werden musste.
Da die Glocken der Nikodemuskirche 1959 bei der Glocken- und Kunstgießerei Rincker (Sinn) gegossen worden war, entschied man sich, dass auch die neue Glocke dort gegossen werden soll. Dies geschah am 5. August 2022. Zusammen mit den drei Glocken aus der Nikodemuskirche stand die neu gegossene Glocke im Kirchenschiff und konnte dort mehrere Wochen aus nächster Nähe betrachtet werden. Daraufhin wurde das neue Geläut in die Glockenstube aufgezogen und montiert, bis es am 31. Oktober 2022 (Reformationstag) das erste Mal offiziell geläutet wurde. Nach mehr als 100 Jahren hallt nun wieder ein Bronzegeläut durch Uhlenhorst.
| Nr. | Name    | Schlagton | Gewicht (kg) | Durchmesser (mm) | Gießer, Gussort                           | Gussjahr | Inschrift |
| --- | ------- | --------- | ------------ | ---------------- | ----------------------------------------- | -------- | --- |
| 1   | Friede  | d1        | 2013         | 1440             | Glocken- und Kunstgießerei Rincker (Sinn) | 2022     | Wolm: „FRIEDE“ – in verschiedenen Sprachen Schlagring: „GESTIFTET VON FAMILIE HEIDELOFF, EHEPAAR HONIG UND VIELEN WEITEREN ST. GERTRUD VERBUNDENEN“ |
| 2   | Mission | a1        | 505          | 960              | Glockengießerei Rincker (Sinn)            | 1959     | „MISSION“ |
| 3   | Taufe   | h1        | 343          | 845              | Glockengießerei Rincker (Sinn)            | 1959     | „TAUFE“ |
| 4   | Gebet   | d2        | 252          | 739              | Glockengießerei Rincker (Sinn)            | 1959     | „GEBET“ |

## Gemeindemitglieder und Besucher
In Hohenfelde, Uhlenhorst und Eilbek sind rund 5.000 Gemeindemitglieder beheimatet. Die Kirche wird wegen ihrer Lage im Grünen am Kuhmühlenteich auch als Hochzeitskirche gewählt. Orgelmusik und auch große oratorische Kirchenmusik wird in einem Konzertprogramm regelmäßig aufgeführt. Der Gottesdienst findet immer sonntags um 10 Uhr statt. Darüber hinaus ist die Kirche am Dienstag von 16–18 Uhr, am Freitag von 10.30–12.30 Uhr und am Sonntag von 14–17 Uhr geöffnet.
Zahl der Gemeindemitglieder:
- 28. März 1885: 4.800 Bewohner der Stadtteile Barmbek, Hohenfelde und Uhlenhorst[1]
- 1910: 65.000 im alten Uhlenhorst bis Bachstraße und im Einzugsgebiet der 1928 eingeweihten Heilandskirche in Uhlenhorst sowie mit Hohenfelde[19]
- bald nach 1945: 16.000[20]
- 1977: 10.525
- 1994: 6.200
- 2005: 4.800[21]

In St. Gertrud wurde der Altbundeskanzler Helmut Schmidt 1918 getauft und 1934 konfirmiert. Er nahm auch an der goldenen Konfirmation teil. Seine Ehefrau Hannelore Loki Schmidt ließ sich kurz vor ihrer Hochzeit 1942 ebenfalls in St. Gertrud taufen. Im Dezember 2007 wurde der Weihnachtsgottesdienst mit dem Bundespräsidenten Horst Köhler in St. Gertrud, nahe dem geografischen Mittelpunkt von Hamburg (zwischen ihrem Kirchturm und dem Kuhmühlenteich oder etwa Ecke Lerchenfeld / Birkenau) gefeiert und im Fernsehen übertragen.
Im April 2016 fand in der Kirche die Trauerfeier für den Sänger Roger Cicero statt.

## Rund um St. Gertrud

### Kirchhof

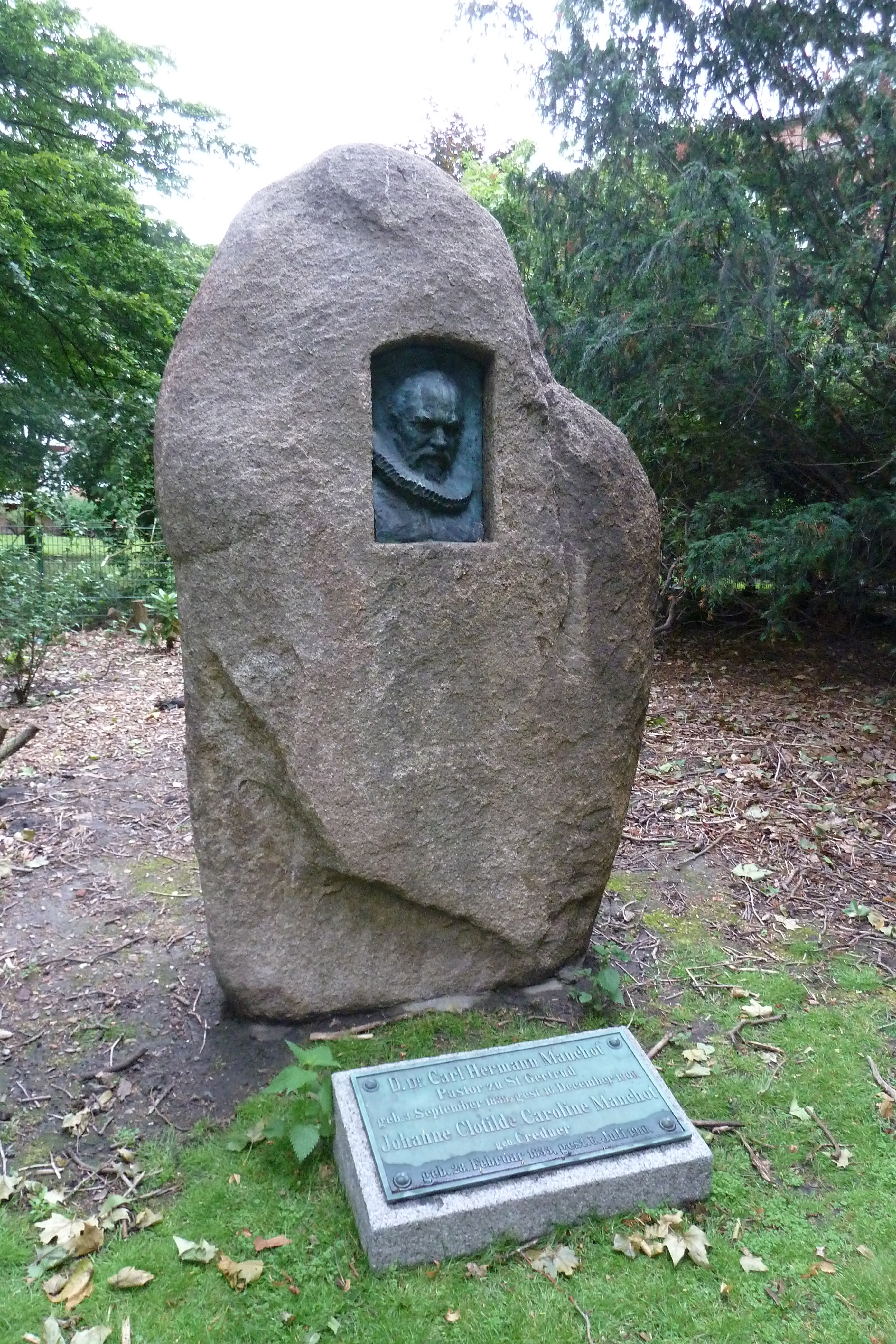
Carl Hermann Manchot

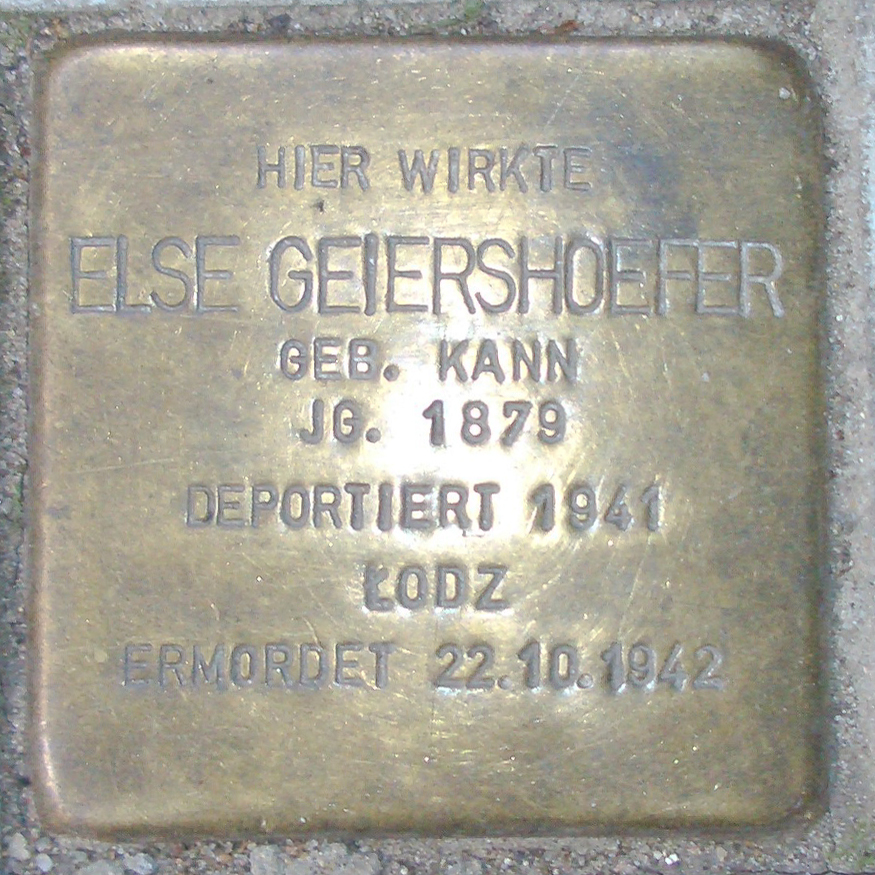
Stolperstein für Else Geiershoefer geb. Kann

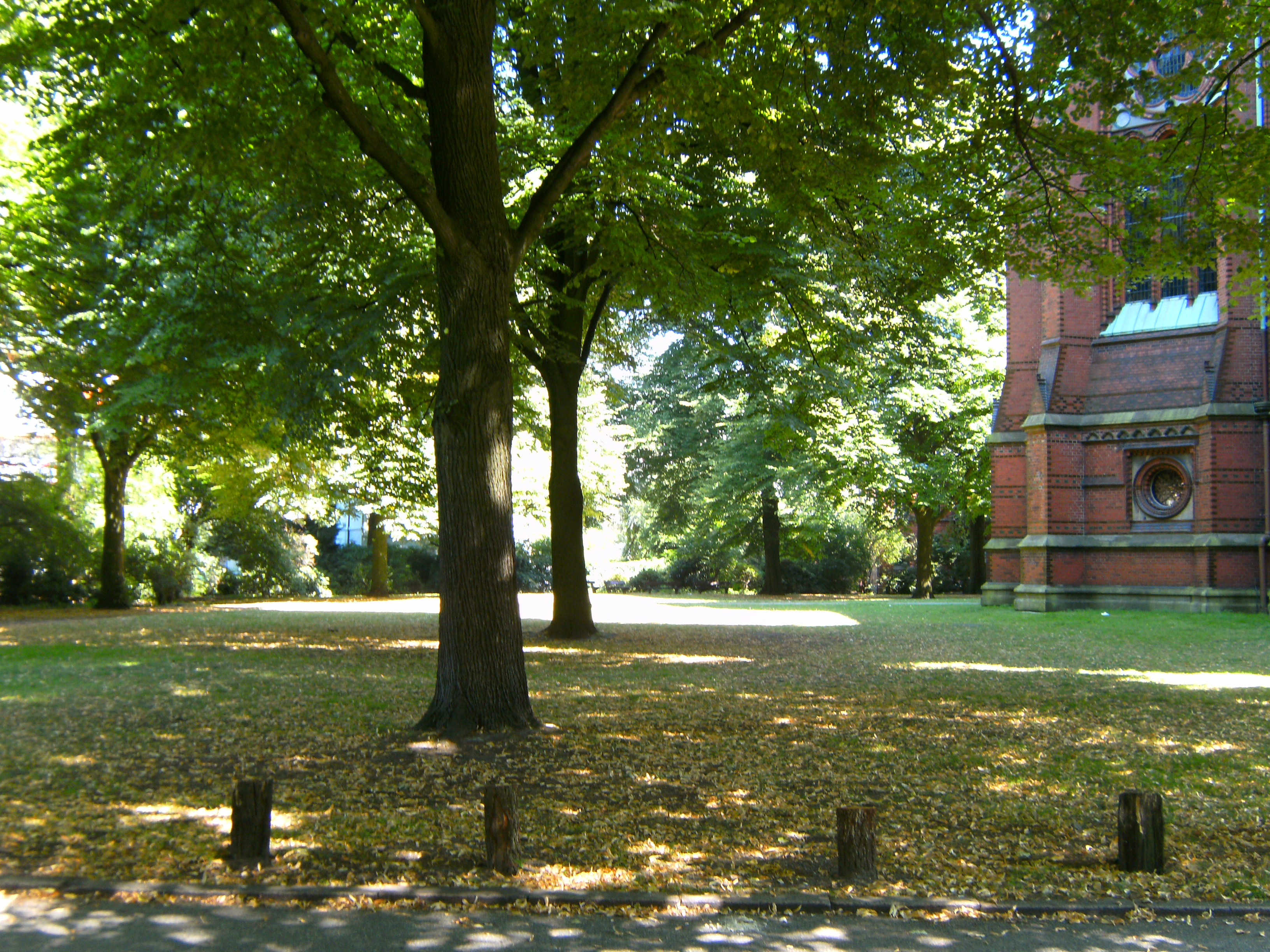
Kirchhof, jetzt öffentliche Grünfläche

Die Kirche ist von einer Grünfläche umgeben. Diese wird gelegentlich als Kirchhof bezeichnet, wurde jedoch nie als Friedhof genutzt. Die Denkmäler „Luthereiche“ und der Gedenkstein für Carl Hermann Manchot stehen auf dieser Grünfläche. Östlich und westlich sind die heute als Kindergarten und Gemeindehaus genutzten Pastoratsgebäude angeordnet.

### Luthereiche

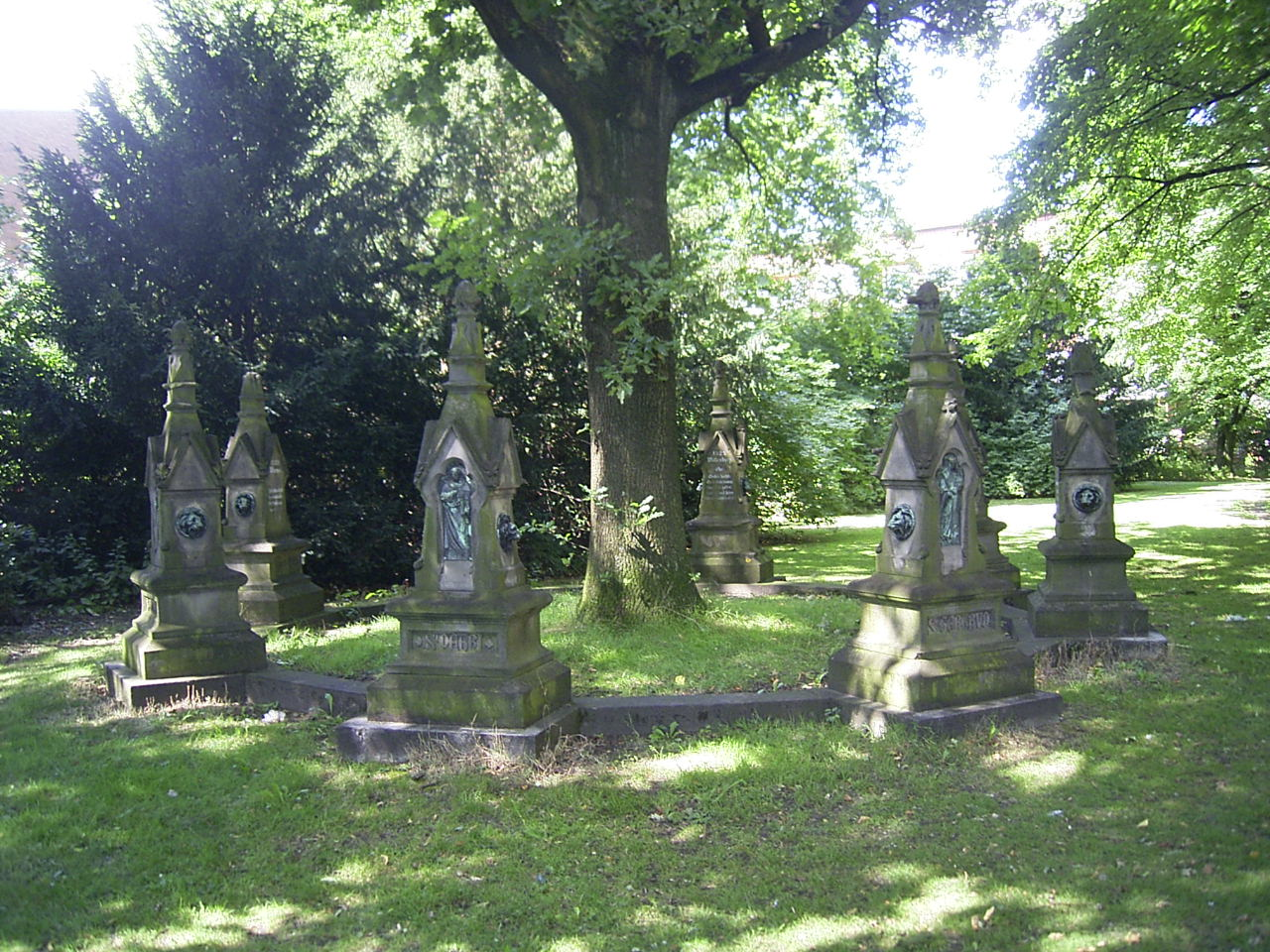
Luthereiche mit Reformationszyklus

Auf dem Grundstück westlich der Kirche steht eine „Luthereiche“, die während des Baus der neuen Kirche 1883 anlässlich des 400. Geburtstags Martin Luthers gepflanzt wurde. Um diese herum wurde 1889 ein auch als „Reformationszirkel“ bezeichneter Kreis von acht kleinen Sandstein-Obelisken in neugotischen Formen angeordnet. Jeder dieser Obelisken symbolisiert eines der althamburgischen Kirchspiele (St. Petri, St. Nikolai, St. Katharinen, St. Jacobi, St. Michaelis), der vormaligen Vorstadtkirchen von St. Georg und St. Pauli sowie St. Gertrud selbst. Auf der Kreis-Außenseite der Obelisken befindet sich jeweils eine Relieffigur des bzw. der namensgebenden Heiligen und auf der Innenseite sind wichtige Daten, Orte und Aussprüche Luthers zur Reformation eingraviert. Die 1883 gepflanzte Eiche fiel im Hungerwinter 1946/47 der Brennholzversorgung der Bevölkerung zum Opfer, einige Jahre später wurde ein neuer Baum eingesetzt.

### Stolperstein
Vor dem Gemeindehaus (Immenhof 10) wurde ein Stolperstein für Else Geiershoefer verlegt. Sie war Jüdin von Geburt, konvertierte zum evangelisch-lutherischen Bekenntnis und arbeitete auch für die Gemeinde.

### Corona-Pandemie
Während der Corona-Pandemie war auch die Kirche im Frühjahr 2020 geschlossen. Zu Ostern 2020 wurde deswegen an der äußeren Südseite der Kirche ein Gedenkkreuz zur öffentlichen Andacht angebracht. Weiter wurde ein blauer Schriftzug „Segen“ als sichtbare Botschaft installiert. Zu Weihnachten 2020 wurde der Wichernkranz außerhalb der Kirche ausgestellt. Eine Installation der Weihnachtskrippe aus zweidimensionalen Holzkrippenfiguren wurde auf dem Grünstreifen vor dem Kirchenportal durch die Schüler des Campus Uhlenhorst gestaltet. Während der Pandemiezeit erklang jeden Tag um 12:00, nach der akustischen Anzeige der Uhrzeit, für drei Minuten das volle Glockengeläut als Zeichen der Verbundenheit.

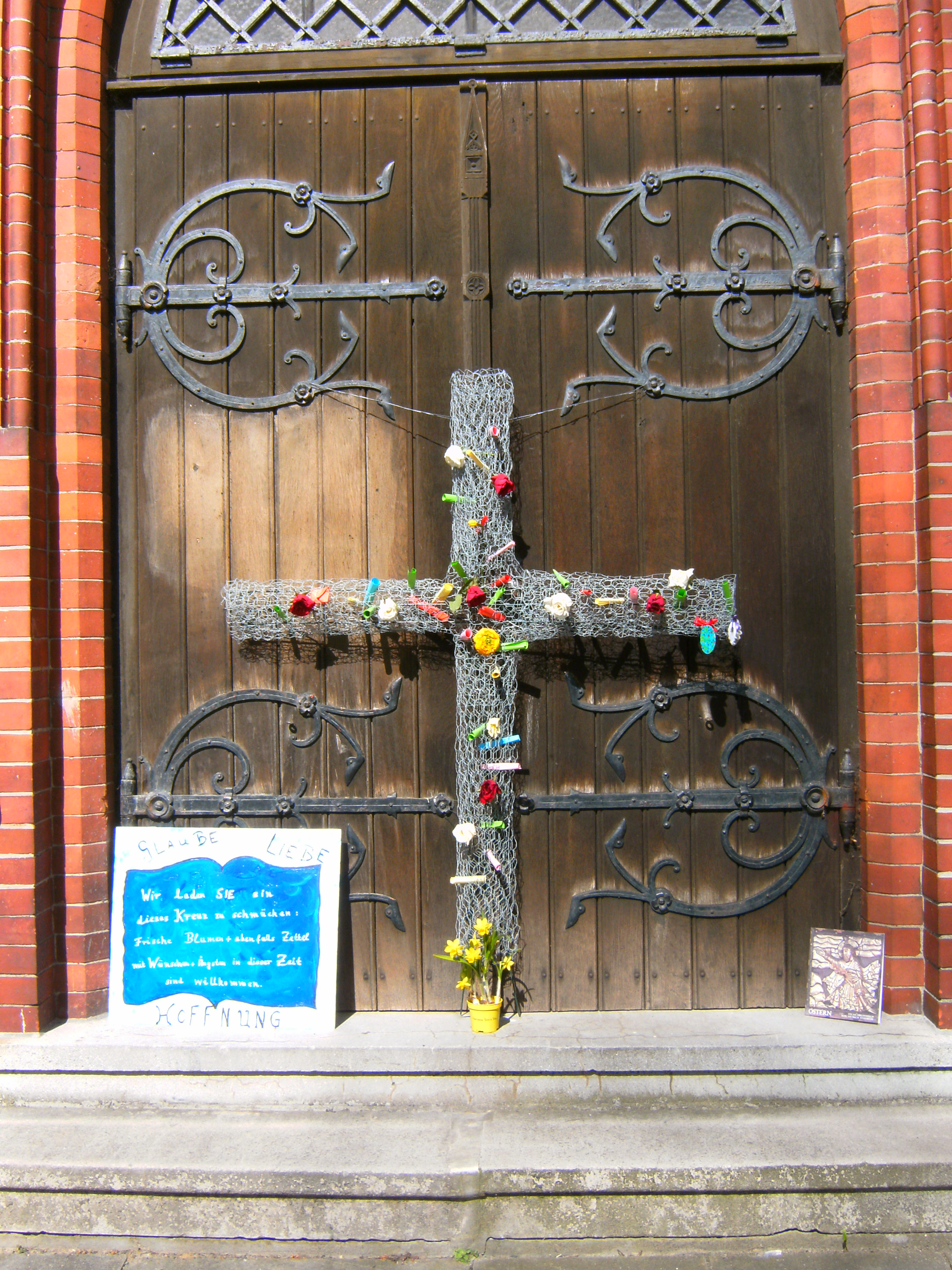
Karfreitag 2020, Kreuz an der südlichen Außenseite der wegen der Corona-Pandemie geschlossenen Kirche
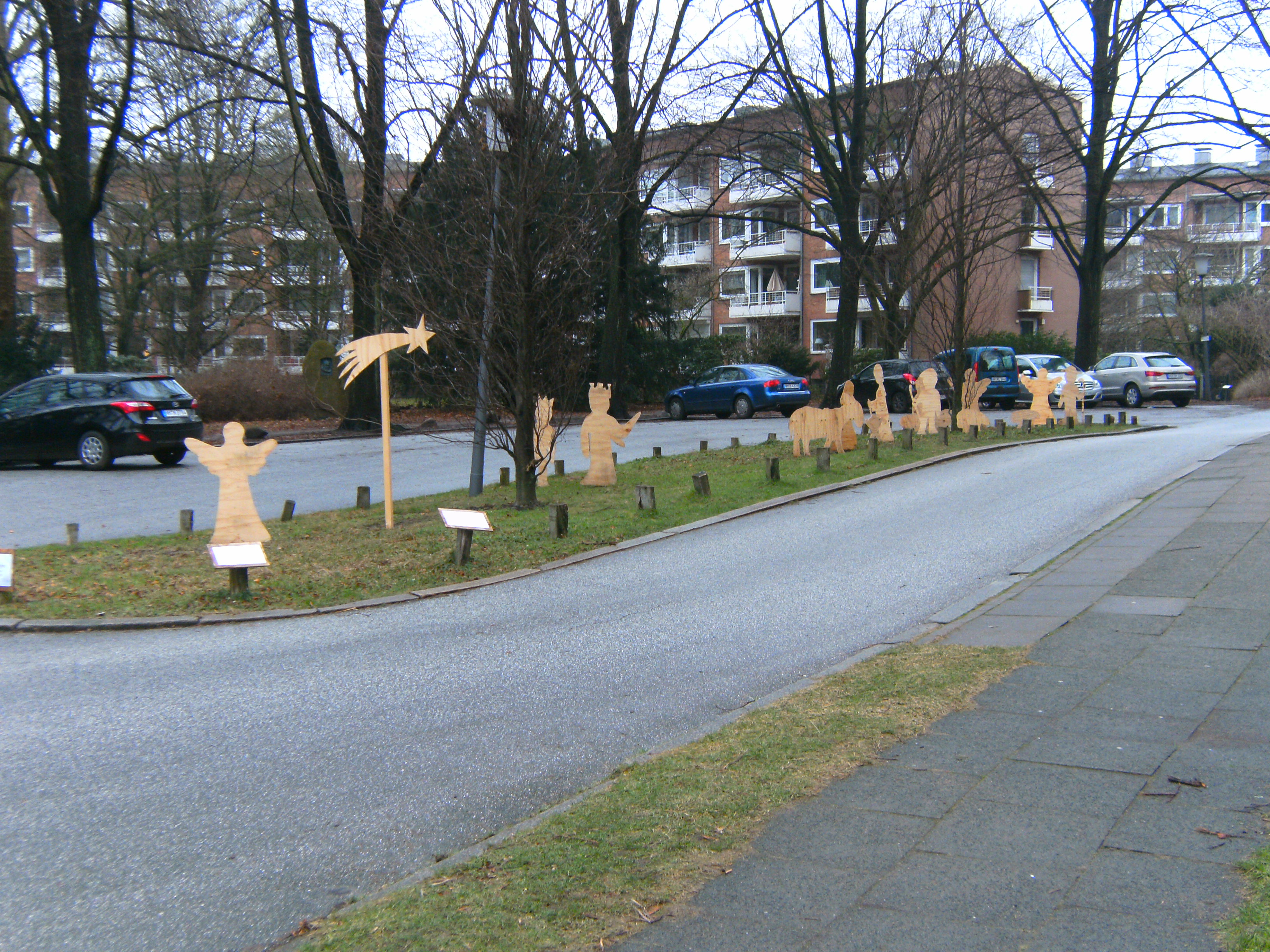
Krippenfiguren zur Weihnachtszeit 2021 an der westlichen Seite der Kirche als Botschaft der Kirche an alle während der Pandemie 2021
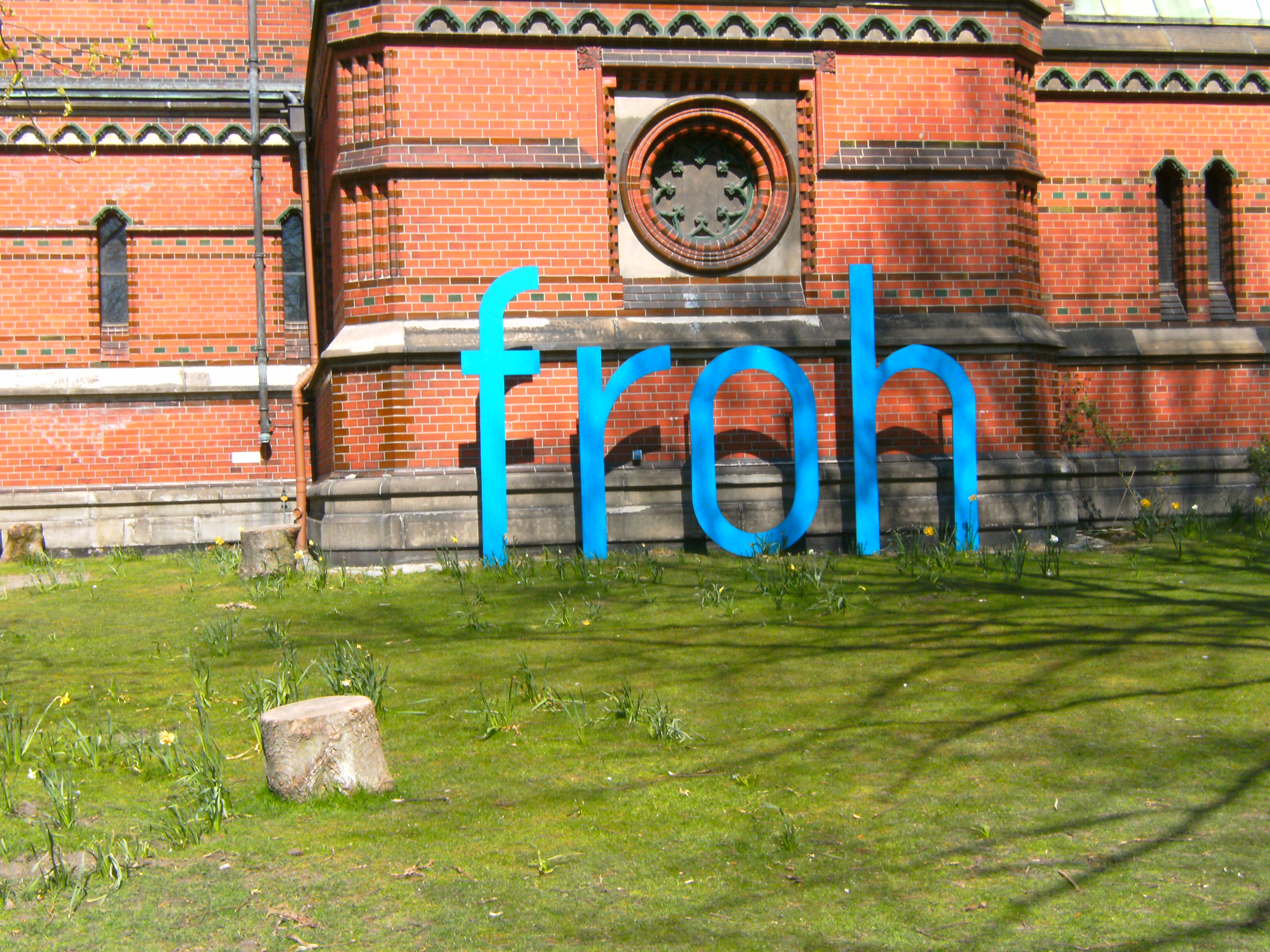
Schriftzug „froh“ an der südlichen Außenseite der Kirche als Botschaft der Kirche an alle während der dritten Welle der Corona-Pandemie nach Ostern 2021

### Beschreibungen
- C. Kall: St. Gertrud in Hamburg. Chronik der Kapelle St. Gertrud und ihrer Nachfolgerinnen der Kirche St. Gertrud und der Stiftung St. Gertrud. Hermann Seippel, Hamburg 1888.
- F. Grundmann, T. Helms: Wenn Steine predigen. Hamburgs Kirchen vom Mittelalter zur Gegenwart. Medien Verlag Schubert, Hamburg 1993, ISBN 3-929229-14-5.
- Heinz-Jochen Blaschke: Kirchenführer der Ev.-Luth. Kirche St. Gertrud in Hamburg. Fachverlag für Kirchenfotografie & Luftbildaufnahmen, Saarbrücken 2003.

### Festschriften
- Gerhard Schade: Aus 80 Jahren Sankt Gertrud in Hamburg. Hamburg 1962. (vom Datum der Grundsteinlegung aus gerechnet)
- Jürgen Strege: 100 Jahre St. Gertrud Hamburg. Hamburg 1986.
- Geschichtswerkstatt St. Gertrud (Hrsg.): 125 Jahre St. Gertrud, Hamburg, 1885–2010. Evangelisch-Lutherische Kirchengemeinde St. Gertrud, Hamburg 2010.